# 上平中央
上平中央（かみひらちゅうおう）は、埼玉県上尾市の町名。現行行政地名は上平中央一丁目から三丁目。住居表示未実施地区。郵便番号は362-0008。
市の統計などでは上平地区で分類されている。区画整理により成立した新しい地名である。

## 地理
埼玉県の中央地域（県央地域）で、上尾市の北東部の大宮台地上に位置する。地区の東側を大字南や大字西門前の飛地、南側を錦町、西側を緑丘、北側は大字久保や大字西門前と隣接する。北側は上平公民館付近で大字上とも僅かに隣接する。地区の中央を東西に都市計画道路の緑丘南線、南北に西門前久保線が通る。全域が市街化区域で、主に第一種低層住居専用地域（一部、主要な市道沿いは第二種低層住居専用地域や第一種中高層住居専用地域、県道沿いは第二種住居地域、国道沿いは準住居地域や準工業地域）に指定されている。地区の西部を芝川（芝川都市下水路）が市道の下を暗渠で流れる。上平第三特定土地区画整理事業が実施され、土地利用が農地から住宅地に変わりつつある。

### 地価
住宅地の地価は、2018年（平成30年）の公示地価によれば、上平中央三丁目24番地7外の地点で11万9000円/m2となっている。

## 歴史
- 1989年（平成元年）9月5日 - 上平第三特定土地区画整理事業の都市計画決定[9]。
- 2014年（平成26年）11月1日 - 上平第三特定土地区画整理事業の完成により換地処分を実施し地番を変更、大字上尾村、大字上、大字久保、大字西門前、大字南の各一部から上平中央一丁目〜三丁目が成立[10]。
- 2017年（平成29年） - 地内の上平支所前に「べにばな公園」が同年度までに整備される[11]。

## 世帯数と人口
2017年（平成29年）10月1日現在（上尾市発表）の世帯数と人口は以下の通りである。
| 丁目           | 世帯数    | 人口    |
| -------------- | --------- | ------- |
| 上平中央一丁目 | 216世帯   | 549人   |
| 上平中央二丁目 | 426世帯   | 1,121人 |
| 上平中央三丁目 | 458世帯   | 1,203人 |
| 計             | 1,100世帯 | 2,873人 |

## 小・中学校の学区
市立小・中学校に通う場合、学区（校区）は以下の通りとなる。
| 丁目           | 番地                                             | 小学校             | 中学校             | 備考                                          |
| -------------- | ------------------------------------------------ | ------------------ | ------------------ | --------------------------------------------- |
| 上平中央一丁目 | 全域                                             | 上尾市立芝川小学校 | 上尾市立上平中学校 |                                               |
| 上平中央二丁目 | 26〜28番地 33〜35番地 36番地1 36番地10〜36番地14 | 上尾市立上平小学校 | 上尾市立上平中学校 | 希望により上平北小学校も可。（要 通学希望届） |
| 上平中央二丁目 | その他                                           | 上尾市立芝川小学校 | 上尾市立上平中学校 |                                               |
| 上平中央三丁目 | 1〜25番地                                        | 上尾市立芝川小学校 | 上尾市立上平中学校 |                                               |
| 上平中央三丁目 | その他                                           | 上尾市立上平小学校 | 上尾市立上平中学校 | 希望により上平北小学校も可。（要 通学希望届） |

## 事業所
2021年（令和3年）現在の経済センサス調査による事業所数と従業員数は以下の通りである。
| 丁目           | 事業所数 | 従業員数 |
| -------------- | -------- | -------- |
| 上平中央一丁目 | 19事業所 | 235人    |
| 上平中央二丁目 | 14事業所 | 68人     |
| 上平中央三丁目 | 20事業所 | 123人    |
| 計             | 53事業所 | 426人    |

## 交通
地区内に鉄道は敷設されていない。JR東日本高崎線北上尾駅が最寄り駅となっているが、上平中央三丁目の地点よりおよそ1.3 km離れている。

### 道路
- 国道17号（大宮バイパス）
- 埼玉県道87号上尾久喜線（べにばな通り）
- 緑丘南線[7] - 北上尾駅に至る通り
- 西門前久保線

### バス
上尾駅から羽貫駅方面への路線バスが運行されている。
朝日自動車菖蒲営業所
地区内は「西門前」、「上平支所前」バス停留所が設置されている。
上尾市コミュニティバス「ぐるっとくん」
- 上平箕の木循環

地区内は「上尾市場」、「上平支所公民館入口」バス停留所が設置されている。

## 公園
- べにばな公園 - 指定緊急避難場所（地震・洪水）に指定[16]。上平公民館の隣接地に位置する。上平第三特定土地区画整理組合事務所の跡地。
- こうしん山公園 - 指定緊急避難場所（地震・洪水）に指定。
- ぼうの下公園 - 指定緊急避難場所（地震・洪水）に指定。
- なかはら公園 - 指定緊急避難場所（地震・洪水）に指定。
- やまの下公園 - 指定緊急避難場所（地震・洪水）に指定。

## 施設
- 上平公民館
  - 上平支所
  - 上尾市図書館上平公民館図書室
- 錦町第一公民館 - 芝川小学校のすぐ東側に隣接する。
- 上尾市立芝川小学校
- 北上尾たいよう保育園
- 上平やまの下調整池[17]
- 上平ぼうの下調整池